# Shijiazhuang–Taiyuan højhastighedsjernbane
Shijiazhuang–Taiyuan højhastighedsjernbane er en 190 km lang højhastighedsjernbane i Folkerepublikken Kina, der løber fra Shijiazhuang til Taiyuan med en maksimalhastighed på 250 km/timen. 
Jernbanen åbnede 1. april 2009.
Jernbanen krydser Taihangbjergene gennem Taihangtunnellen, som er næsten 28 km lang og dermed den længste jernbanetunnel i Kina i dag.